# Consolidated Vultee XP-81
El Consolidated Vultee XP-81 fue un desarrollo de la Corporación Aeronáutica Consolidated Vultee para construir un caza de escolta de largo alcance monoplaza, que usaría una combinación de un turbohélice y un turborreactor. Aunque prometedor, la falta de un motor adecuado, combinado con el fin de la Segunda Guerra Mundial, condenó el proyecto.

## Diseño y desarrollo
Los primeros modelos de caza con motores turboalimentados que aparecieron durante la II Guerra Mundial tenían una autonomía limitada. Cuando las USAAF realizaron la petición de un caza de gran autonomía para el teatro de operaciones del Pacífico, Convair emprendió, en enero de 1944, el diseño de un modelo de avión de planta motriz combinada, buscando que a la capacidad de caza se uniera la de un gran alcance.
El 11 de febrero de 1944 se ordenaron dos prototipos que fueron designados XP-81. La elección del motor fue un intento de combinar la capacidad de alta velocidad del turborreactor con la durabilidad ofrecida por el motor de hélice. El diseño de la célula era en sí bastante convencional, con ala baja cantiléver y tren de aterrizaje triciclo retráctil. El XP-81 fue diseñado para usar un turbohélice General Electric TG-100 (luego designado XT31 por las Fuerzas Armadas estadounidenses) con hélice tractora de cuatro palas, montado en el morro, y un Allison J33 a popa del fuselaje. Ambos motores estaban proyectados para ser utilizados en el despegue, para vuelos a alta velocidad y en combate, mientras que el motor turbohélice únicamente sería utilizado en vuelos de crucero de gran autonomía, ya que consumía menos combustible.

## Historia operacional
El primer XP-81 (serial 44-91000) fue completado en enero de 1945, pero, por problemas de desarrollo, el motor turbohélice no estaba listo para ser instalado. Se decidió montar un motor V-1650-7 Merlin completo de un avión P-51D en lugar del turbohélice para las pruebas iniciales de vuelo. Este trabajo se terminó en una semana y el XP-81 con motor Merlin fue enviado a la base aérea Muroc donde voló por primera vez el 11 de febrero del mismo año. Durante 10 horas de vuelo de pruebas, el XP-81 demostró buenas características, excepto por una inadecuada estabilidad direccional, debido a la larga porción delantera del fuselaje (esto se rectificó agrandando el estabilizador vertical).
Si bien se ordenaron 13 aviones YP-81 de preproducción, la captura de las islas de Guam y Saipán eliminó la necesidad de cazas de escolta de largo alcance y alta velocidad, y el contrato fue cancelado al terminar la Segunda Guerra Mundial, después de que el 85% de la ingeniería fuera completada. El YP-81 era esencialmente igual al prototipo, pero con un turbohélice GE TG-110 (XT41), más ligero y potente, con el ala desplazada hacia atrás 25 cm, y provisto de seis ametralladoras de calibre 12,7 mm o seis cañones de 20 mm.
Al regresar el XP-81 a Vultee, se le instaló el turbohélice TG-100 y se reiniciaron los vuelos de pruebas. Sin embargo, el motor no era capaz de desarrollar la potencia para la que fue diseñado; entregaba la misma potencia que el Merlin (1490 hp o 1112 kW) con el resultado de que sus prestaciones estaban limitadas a la configuración de este motor.
Con el fin de las hostilidades, los dos prototipos continuaron con las pruebas hasta 1947, cuando fueron entregados a un campo de bombardeo como blancos fotográficos. Los dos prototipos están guardados en el Museo Nacional de la Fuerza Aérea de Estados Unidos, cerca de Dayton, Ohio. Los ejemplares XP-81 de preserie encargados antes de esa fecha fueron cancelados poco después de la rendición del Japón.

## Operadores
Estados Unidos
- Fuerzas Aéreas del Ejército de los Estados Unidos (para pruebas solamente)

## Especificaciones (XP-81)
Nota: Prestaciones estimadas con el motor TG-100 a "plena potencia". El armamento sólo estaba proyectado.

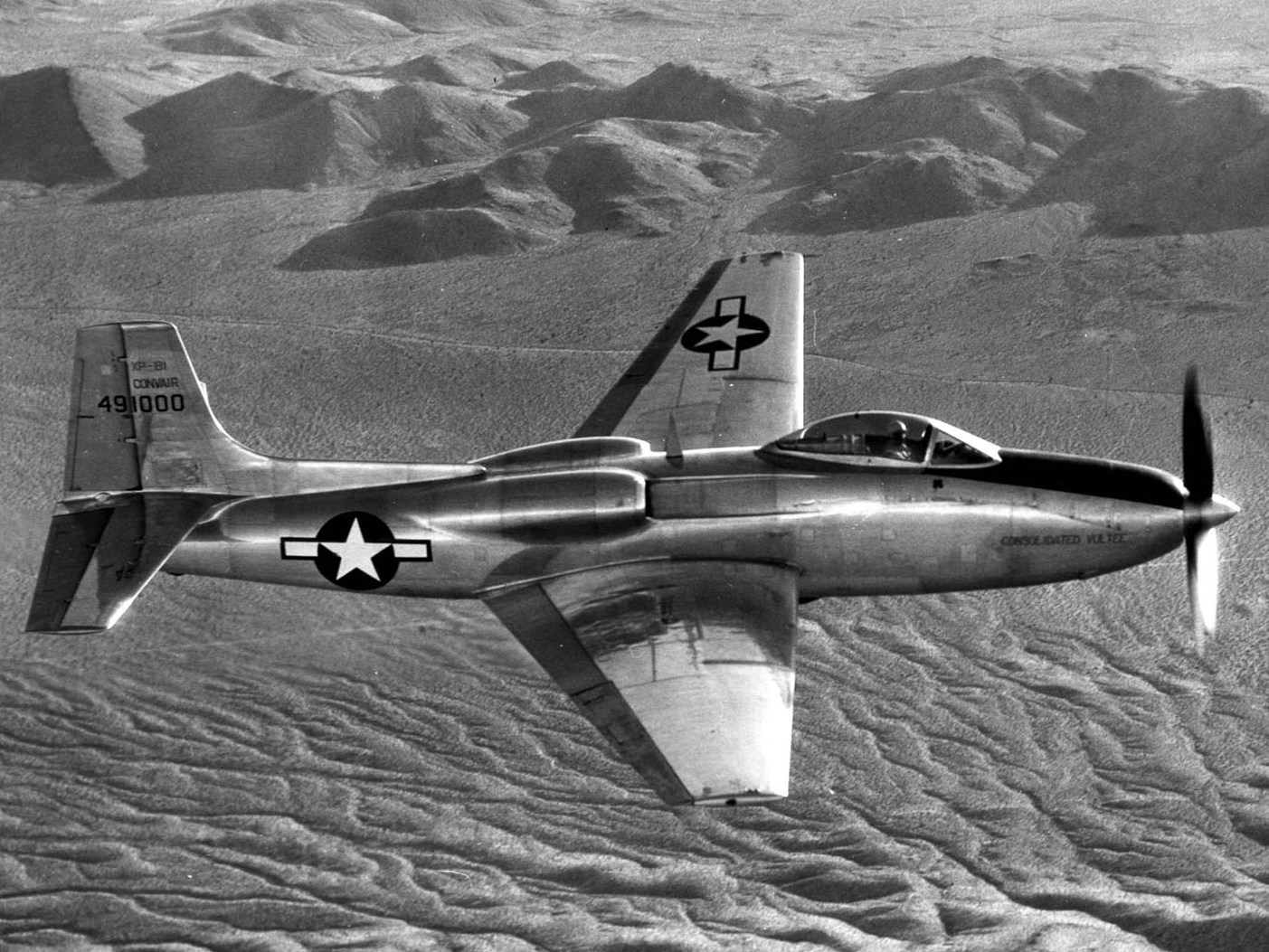
Vista lateral del XP-81, número de serie 44-91000.

### Características generales
- Tripulación: Uno (piloto)
- Longitud: 13,7 m (44,8 ft)
- Envergadura: 15,4 m (50,5 ft)
- Altura: 4,3 m (14 ft)
- Superficie alar: 39,5 m² (425,2 ft²)
- Peso vacío: 5786 kg (12 752,3 lb)
- Peso cargado: 8850 kg (19 505,4 lb)
- Peso máximo al despegue: 11 180 kg (24 640,7 lb)
- Planta motriz:
  - 1× turborreactor General Electric J33-GE-5.
    - Empuje normal: 16,7 kN (1703 kgf; 3754 lbf) de empuje.

  - 1× turbohélice General Electric XT31-GE-1 (TG-100).
    - Potencia: 1700 kW (2344 HP; 2312 CV) cada uno.

### Rendimiento
- Velocidad nunca excedida (Vne): 811 km/h (504 MPH; 438 kt)
- Alcance: 4000 km (2160 nmi; 2485 mi)
- Techo de vuelo: 10 800 m (35 433 ft)
- Régimen de ascenso: 26 m/s (5118 ft/min)
- Carga alar: 518 kg/m² (106,1 lb/ft²)

### Armamento
- Cañones: 

  - 6 de 20 mm
- Bombas: 900 kg

## Aeronaves relacionadas

### Desarrollos relacionados
- Vultee XA-41

### Aeronaves similares
- XF2R Dark Shark
- Fisher P-75 Eagle
- F-82 Twin Mustang

### Secuencias de designación
- Secuencia Numérica (interna, continuación de Vultee): 100 - 101 - 102 - 103 - 104 - 105 →
- Secuencia P-_ (Cazas (Pursuit) del USAAC/USAAF/USAF, 1924-1962): ← P-78 - XP-79 - P-80/F-80 - XP-81 - P-82/F-82 - XP-83 - F-84/F/H →